# Arrigas
Arrigas là một xã ở tỉnh Gard ở miền nam nước Pháp. Xã này có diện tích 20,28 kilômét vuông, dân số năm 1999 là 194 người. Khu vực này có độ cao trung bình 500 mét trên mực nước biển.